# Konståret 2013

## Händelser
- Adde Zetterquist kunstgalleri invigs av den norske sametingspresidenten Egil Olli.

## Priser och utmärkelser
- Fredrik Roos stipendium – Paul Fägerskiöld

## Utställningar
- 25 januari–24 mars – Vårsalongen på Liljevalchs.[1]
- 3 maj–18 augusti – Malmö Nordic 2013[2]
- 1 juni–24 november – Konstbiennalen i Venedig

## Avlidna
- 1 januari – Michael Patrick Cronan (född 1951), 61, amerikansk grafisk designare och konstnär
- 3 januari – Ted Godwin (född 1933), 79, kanadensisk målare
- 5 januari – Trygve Goa (född 1925), norsk bildkonstnär och grafiker
- 6 januari – Ruth Carter Stevenson (född 1923), 89, amerikansk museestiftare
- 7 januari – Ada Louise Huxtable (född 1921), 91, amerikansk arkitekturkritiker
- 16 januari – Burhan Doğançay (född 1929), 83, turkisk konstnär
- 8 januari – Svein Håvarstein (född 1942), norsk skulptör och bildkonstnär
- 19 januari – Andrée Putman (född 1925), 87, fransk inrednings- och produktdesignare
- 4 februari – Bror Jacques de Wærn (född 1927), 85, svensk heraldiker.
- 9 februari – Richard Artschwager (född 1923), 89, amerikansk målare och skulptör.
- 23 februari – Maurice Rosy, 85, belgisk serietecknare.
- 24 februari – Valborg Segerhjelm (född 1921), 91, svensk illustratör och översättare.
- 6 mars – Didier Comès (född 1942), belgisk serietecknare.
- 13 mars – Bo Trankell (född 1942), 70, svensk konstnär.
- 2 april – Fred Othon Aristidès (född 1931), 82, fransk serietecknare
- 4 april – Carmine Infantino, 87, amerikansk serietecknare
- 7 april – Björn Lönnqvist ("Johnny Lonn") (född 1944), 68, svensk humoristisk illusionist, konstnär, föreläsare och rekvisitör.
- 9 april – Paolo Soleri (född 1919), 93, italiensk arkitekt och stadsplanerare.
- 18 april – Storm Thorgerson (född 1944), 69, brittisk grafisk designer och fotograf
- 16 maj – Bo Berndal (född 1924), svensk typograf och formgivare
- 26 maj – Otto Muehl (född 1925), 87, österrikisk aktionskonstnär.
- 8 juni – Yoram Kaniuk (född 1930), 83, israelisk författare och konstnär.
- 20 juni – Per Ung (född 1933), norsk skulptör
- 22 juni – Henning Larsen (född 1925), 87, dansk arkitekt.
- 2 augusti – Ola Enstad (född 1942), norsk skulptör
- 6 augusti – Stan Lynde (född 1931), 81, amerikansk serieskapare.
- 10 augusti – Allan Sekula (född 1951), 62, amerikansk konstnär.
- 15 augusti – Gunilla Lagerbielke (född 1926), 87, svensk textilkonstnär.
- 17 augusti – Kjell Lund (född 1927), 86, norsk arkitekt.
- 29 augusti – Are Vesterlid (född 1921), norsk arkitekt
- 2 september – Kalle Berggren (född 1949), svensk konstnär och musiker.
- 3 oktober – Lisa Bufano (född 1972), amerikansk konstnär
- 12 oktober – Ulf Linde (född 1929), 84, svensk konstkritiker och ledamot av Svenska Akademien.
- 15 oktober – George Olesen (född 1924), 88, amerikansk serietecknare (Fantomen).
- 19 oktober – Ulf Trotzig (född 1925), 88, svensk konstnär.
- 23 oktober – Anthony Caro (född 1924), 89, brittisk skulptör.
- 25 oktober – Hertha Hillfon (född 1921), 92, svensk skulptör och keramiker.
- 31 oktober – Gunnar Cyrén (född 1931), 82, svensk silversmed och glaskonstnär.
- 3 november – Nick Cardy (född 1920), 93, amerikansk serietecknare.
- 12 november – Kurt Trampedach (född 1943), dansk målare och skulptör
- 25 november – Al Plastino (född 1921), 91, amerikansk serietecknare (Stålmannen).
- 14 december – Nils Stödberg, 94, svensk konstnär och illustratör.
- 28 december – Margrit Kennedy (född 1939), 74, tysk arkitekt, penningreformist och debattör.

### Fotnoter
1. ↑  ”Liljevalchs”. Liljevalchs. 20 mars 2012. Arkiverad från originalet den 30 maj 2017. https://web.archive.org/web/20170530213054/http://www.liljevalchs.se/. Läst 31 december 2012.
2. ↑  ”Malmö Nordic 2013”. Malmö stad. http://malmonordic.se/. Läst 8 augusti 2013.